# TRAPPIST-1 e
TRAPPIST-1 e è un pianeta extrasolare, di tipo roccioso, che orbita intorno alla stella nana rossa ultrafredda TRAPPIST-1, distante circa 40 anni luce dal Sole. È il quarto dei sette pianeti che orbitano intorno alla stella.

## Scoperta
Il 22 febbraio 2017 la NASA annuncia mediante una conferenza la scoperta, attraverso il metodo del transito, di 4 nuovi pianeti che orbitano attorno a TRAPPIST-1, i primi tre (b; c; d) già annunciati nel maggio del 2016, formando un totale di sette pianeti, tra cui TRAPPIST-1 e. Il primo transito di quest'ultimo davanti alla propria stella era stato già rilevato nell'ottobre del 2015, ma non fu subito riconosciuto come un nuovo pianeta.
I telescopi utilizzati per rilevare TRAPPIST-1 e e gli altri tre pianeti scoperti più recentemente sono:
TRAPPIST, Spitzer Space Telescope, Very Large Telescope, UKIRT, Liverpool Telescope e il William Herschel Telescope.

## Caratteristiche
TRAPPIST-1 e è un esopianeta di dimensioni simili alla Terra. Ha un raggio di 0,92 r⊕ e una massa di 0,69 M⊕ e anche la densità è poco inferiore a quella terrestre. Essendo relativamente vicino alla propria stella il pianeta impiega appena 6,1 giorni per completare un'orbita attorno alla stessa e probabilmente (data la bassa eccentricità) è anche bloccato marealmente ad essa; cioè rivolge sempre la stessa faccia verso la stella (così come la nostra Luna rivolge sempre la stessa faccia verso la Terra).

## Abitabilità

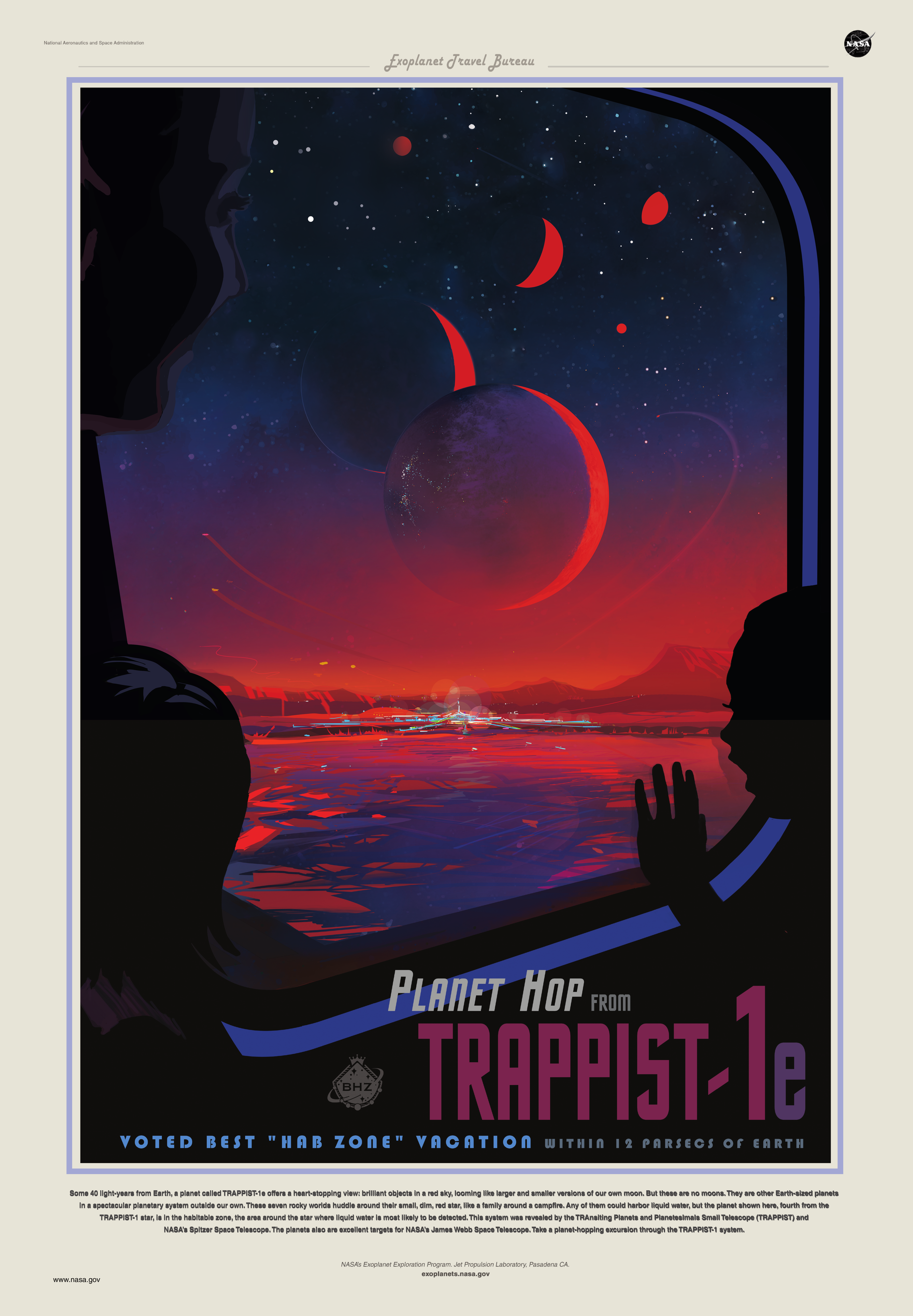
Un poster della NASA con vista di TRAPPIST-1e, intitolato "il miglior luogo abitabile per vacanze entro 12 parsec dalla Terra".

Il pianeta si trova nella zona abitabile del sistema; al momento della sua scoperta in base alle sue proprietà fisiche si collocava al 6º posto nell'indice di similarità terrestre, con un valore di 0,86 (dove il valore 1 indica la Terra).
Il pianeta riceve il 65% del flusso radiante che riceve la Terra dal Sole, e la temperatura di equilibrio, che non tiene conto dell'eventuale presenza di un'atmosfera, è stimata attorno ai 250 K.
È probabile che il pianeta sia in rotazione sincrona e che rivolga sempre lo stesso emisfero verso la stella; questa caratteristica secondo molti scienziati riduce, se non addirittura compromette del tutto l'abitabilità di "e", dato che la faccia esposta alla luce della stella sarebbe molto calda e quella costantemente al buio rimarrebbe congelata. Tuttavia la presenza di una atmosfera sufficientemente densa permetterebbe il trasporto del calore in eccesso dalla faccia illuminata a quella al buio, e consentire la presenza di acqua liquida in superficie, in particolare nelle zone lungo i terminatori. 
Dagli ultimi studi, per dimensioni, composizione e flusso di radiazioni che riceve dalla stella sembra essere il pianeta di Trappist-1 più simile alla Terra, con superficie rocciosa e atmosfera compatta e libera da composti volatili come l'idrogeno, che renderebbero il pianeta inospitale. Sarà uno dei primi obiettivi del telescopio spaziale James Webb divenuto operativo nel 2022.
Anche uno studio del 2020 di Del Vecchio et al. suggerisce che questo sia il pianeta con maggiori probabilità di vita nel sistema. Basandosi su modelli climatici adattati alle condizioni dei pianeti di Trappist-1, che sono in rotazione sincrona attorno alla propria stella, lo studio stima che il pianeta e potrebbe avere il 93% della superficie abitabile e che è quello con maggiori probabilità di avere una vegetazione che aumenterebbe ancor più l'area abitabile del pianeta, arrivando anche al 100% della superficie totale; la temperatura media globale infatti sarebbe compresa tra 287 e 297 K (19±5 °C), con una minima, nell'emisfero sempre al buio, di 275 K, e una massima di 320 K nel lato diurno, in caso di presenza di vegetazione.
Il sistema di TRAPPIST-1, e in particolare di TRAPPIST-1 e, sarà uno degli obiettivi principali del telescopio spaziale James Webb, l'erede del telescopio Hubble, il cui lancio è avvenuto il 25 dicembre 2021. Essendo la stella poco luminosa, eventuali biofirme di elementi nelle atmosfere planetarie, come quella dell'acqua, saranno più evidenti, inoltre, essendo i pianeti in orbita attorno a nane rosse più vicini alla propria stella, i transiti saranno molto più frequenti. Potrebbero bastare pochi transiti planetari perché il telescopio James Webb possa rilevare le componenti atmosferiche, anche se una spessa copertura nuvolosa potrebbe ostacolare il rilevamento dell'acqua, ritenuta necessaria per l'esistenza della vita così come noi la conosciamo.